# Consolea
Consolea ist eine Pflanzengattung aus der Familie der Kakteengewächse (Cactaceae). Der botanische Name der Gattung ehrt den italienischen Botaniker Michelangelo Console.

## Beschreibung
Die Arten der Gattung Consolea wachsen baumähnlich oder mit mehreren Hauptstämmen. Die kugelförmigen, elliptischen oder eiförmigen Triebabschnitte sind häufig von unregelmäßiger Gestalt, haben gebogene Ränder und entweder eine glatte oder erkennbar netzartige Oberfläche. Die winzigen Laubblätter sind meist zylindrisch und fallen frühzeitig ab. Die Areolen tragen Glochiden, Haare und variable Dornen, die manchmal auch fehlen können.
Die roten bis orangen bis gelben Blüten sind klein und öffnen sich am Tag. Das verlängerte Perikarpell ist seitlich abgeflacht und manchmal gebogen.
Die länglichen bis eiförmigen, verkehrt eiförmigen oder keuligen Früchte sind fleischig. Sie enthalten stark spezialisierte, gelblich-weiße Samen von 3 bis 4 Millimetern Länge, die seitlich stark zusammengedrückt sind.

## Systematik und Verbreitung
Die Arten der Gattung Consolea sind in Florida und der gesamten Karibik verbreitet.
Die Erstbeschreibung der Gattung wurde 1862 von Charles Lemaire vorgenommen. Die Typusart der Gattung ist Consolea rubescens.

### Systematik nach N.Korotkova et al. (2021)
Die Gattung umfasst folgenden Arten:
- Consolea falcata (Ekman & Werderm.) F.M.Knuth
- Consolea macracantha (Griseb.) A.Berger
- Consolea millspaughii (Britton) A.Berger
  - Consolea millspaughii subsp. corallicola (Small) Majure
  - Consolea millspaughii subsp. millspaughii
- Consolea moniliformis (L.) A.Berger
  - Consolea moniliformis subsp. guantanamana Areces
  - Consolea moniliformis subsp. moniliformis
- Consolea nashii (Britton) A.Berger
  - Consolea nashii subsp. gibarensis Areces
  - Consolea nashii subsp. nashii
- Consolea picardae (Urb.) Areces (als Consolea microcarpa E.F.Anderson)
- Consolea rubescens (Salm-Dyck ex DC.) Lem.
- Consolea spinosissima (Mill.) Lem.
- Consolea testudinis-crus (F.A.C.Weber) Mottram & Hoxey

### Systematik nach E.F.Anderson/Eggli (2005)
Zur Gattung gehören die folgenden Arten:
- Consolea corallicola Small ≡ Consolea millspaughii subsp. corallicola (Small) Majure
- Consolea falcata (Ekman & Werderm.) F.M.Knuth
- Consolea macracantha (Griseb.) A.Berger
- Consolea millspaughii (Britton) A.Berger
  - Consolea millspaughii subsp. caymanensis Areces = Consolea macracantha (Griseb.) A.Berger
  - Consolea millspaughii subsp. millspaughii
- Consolea moniliformis (L.) A.Berger
  - Consolea moniliformis subsp. moniliformis
  - Consolea moniliformis subsp. guantanamana Areces
- Consolea nashii (Britton) A.Berger
  - Consolea nashii subsp. nashii
  - Consolea nashii subsp. gibarensis Areces
- Consolea picardae (Urb.) Areces
- Consolea rubescens (Salm-Dyck ex DC.) Lem.
- Consolea spinosissima (Mill.) Lem.

## Nachweise